# 亭可馬里區
亭可馬里區是斯里蘭卡東部省的一個區。面積2,616平方公里。2001年人口340,158人。首府亭可馬里。